# Cloonboo
Cloonboo (iriska: Cluain Bú) är en ort i republiken Irland.   Den ligger i grevskapet County Galway och provinsen Connacht, i den centrala delen av landet, 180 km väster om huvudstaden Dublin. Cloonboo ligger 15 meter över havet och antalet invånare är 381.
Terrängen runt Cloonboo är platt. Runt Cloonboo är det ganska tätbefolkat, med 83 invånare per kvadratkilometer. Närmaste större samhälle är Galway, 11,8 km söder om Cloonboo. Trakten runt Cloonboo består i huvudsak av gräsmarker.